# Alain de Solminihac
Alain de Solminihac, né le 25 novembre 1593 au château de Belet à Saint-Aquilin, près de Périgueux, et mort à Mercuès, près de Cahors le 31 décembre 1659 est un homme d'Église du XVIIe siècle, il a été évêque du diocèse de Cahors.
Il a été déclaré vénérable en juin 1927 par le pape Pie XI, puis béatifié en 1981 par le pape Jean-Paul II.

## Jeunesse
À l'âge de 18 ans, Alain de Solminihac ne désirait rien d'autre que de devenir chevalier de l'Ordre de Saint-Jean de Jérusalem et de porter les armes pour  défendre la foi catholique. Son oncle, abbé commendataire de l'abbaye de Chancelade, fondée en 1133, le désigne pour lui succéder.
À 21 ans, il devient donc chanoine régulier novice. En 1614, lorsqu'il prend son abbaye en main, Chancelade est ruinée par les guerres de religion.
Après sa profession religieuse (1616) et son ordination sacerdotale (1618), il va compléter ses études ecclésiastiques à Paris où il applique sa devise : « Aussi bien que se peut, jamais rien à demi ». Dans la capitale, il rencontre François de Sales (Carême 1619) et se lie d'amitié avec Vincent de Paul.

## «L'évêque malgré lui»
En 1623, il reçoit la bénédiction abbatiale et continue l'entreprise de reconstruction spirituelle et matérielle de Chancelade en la garantissant par des constitutions. En onze années il reçoit la profession religieuse de 54 novices. Sa méthode et ses préceptes font école auprès d'autres communautés augustiniennes. Pressenti pour être nommé évêque de Lavaur, il se rend à Paris pour aller demander au roi Louis XIII de lui éviter ces honneurs. Mais le roi, frappé par cette humilité, le fait nommer en 1636, à un des plus grands diocèses du royaume, celui de Cahors.
« L'évêque malgré lui » se prépare alors pendant une année à cette charge. Il étudie la vie des saints évêques, particulièrement celle de Charles Borromée, étudie les actes des conciles, notamment ceux du Concile de Trente. Le 27 septembre 1637, il est consacré évêque en l'église Saint-Étienne-du-Mont à Paris par Charles de Montchal l'archevêque de Toulouse.

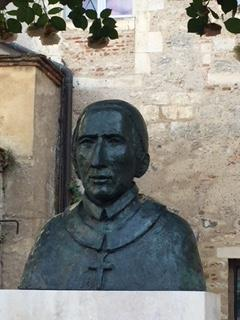
Buste d'Alain de Solminihac par Délie Duparc, à Cahors.

Il met alors tous ses efforts à redresser le diocèse de Cahors applicant les trois principes de Saint Charles Borromée : réunion immédiate d’un synode diocésain, mise en place de visites pastorales et création d’un séminaire diocésain. Il a été le premier èvêque du Royaume de France à le faire et il confia ensuite ce séminaire aux lazaristes.
Il s’entoure d’un conseil épiscopal et visite inlassablement les paroisses rurales et remettant de l'ordre partout, il se rendra ainsi neuf fois dans chacune de ses 800 paroisses en 20 ans d’épiscopat. Il crée à Cahors un séminaire et demande à ses prêtres de prêcher dans la langue de tous les jours, l’occitan. Pour les fidèles il fait imprimer un catéchisme en occitan Il installe de multiples fondations charitables, orphelinats, hôpitaux, comme ceux des Incurables, des Orphelins, des Orphelines. Il transfère et reconstruit le grand hôpital Saint-Jacques, qui deviendra l'hôpital général de Cahors. Son zèle religieux se déploie en outre contre les protestants et les jansénistes. En réaction à l'iconoclasme des protestants, il a promu la dévotion des images. Pour donner un élan à la dévotion populaire, il a fait des retables la pièce maîtresse du décor de la liturgie catholique. Il a ainsi permis aux sculpteurs et ébénistes de son diocèse, comme les Tournié de Gourdon, d’être les illustrateurs locaux de la Contre-Réforme. Ayant découvert la grande pauvreté de la population quercynoise après un siècle de troubles et de guerres civiles, il attache une grande importance aux entreprises caritatives et utilise les revenus de son diocèse pour créer successivement un hôpital et deux orphelinats, des écoles et collèges. Très attaché aux décisions du Concile de Trente il favorise le développement d’un réel apostolat des laïcs avec la création de plusieurs confréries et compagnies dans son diocèse. Il est par ailleurs un ardent promoteur de la primauté pontificale sur les églises locales et s’oppose aux écrits gallicanistes de son temps.
Épuisé par 22 ans de travail acharné, Alain de Solminihac meurt le 31 décembre 1659 au château de Mercuès, résidence des évêques.

## Hommages
Sa première biographie paraît en 1663, quatre ans seulement après sa mort, elle est l’œuvre de son vicaire général, le Père Léonard Chastenet.
Très tôt son successeur immédiat entame l’instruction de ses vertus. Les démarches se poursuivent tout au long du XVIIIe siècle et le Pape Pie VI le reconnaît en août 1783 comme serviteur de Dieu. Mais le processus est interrompu par la Révolution et il faut attendre le dėbut du XXe siècle pour voir relancer la cause. Il n’est déclaré vénérable qu’en juin 1927 par le pape Pie XI puis béatifié en octobre 1981 par le pape Jean-Paul II. Il est donc reconnu bienheureux, et fêté le 31 décembre.
Du 21 au 23 septembre 2018 le diocèse de Cahors fête le 400e anniversaire de l’ordination sacerdotale du Bienheureux Alain de Solminihac par des cérémonies particulières à Rocamadour le sanctuaire marial qu’il aimait tant. Une bande dessinée intitulée Alain de Solminihac, évêque de Cahors de 1636 à 1659 : sa vie, son œuvre lui est consacrée à l’occasion de cet anniversaire.